# Contarinia ampelophila
Contarinia ampelophila är en tvåvingeart som beskrevs av Ephraim Porter Felt 1907. Contarinia ampelophila ingår i släktet Contarinia och familjen gallmyggor. Inga underarter finns listade i Catalogue of Life.